# Наролген
Наролге́н (каз. Нарөлген) — село у складі Улитауського району Улитауської області Казахстану. Входить до складу Коскольського сільського округу.
Населення — 37 осіб (2021; 88 у 2009, 100 у 1999, 164 у 1989).
Національний склад станом на 1989 рік:
- казахи — 100 %.

Станом на 1989 рік село називалось також Кіїк.